# Underrättelseverksamhet

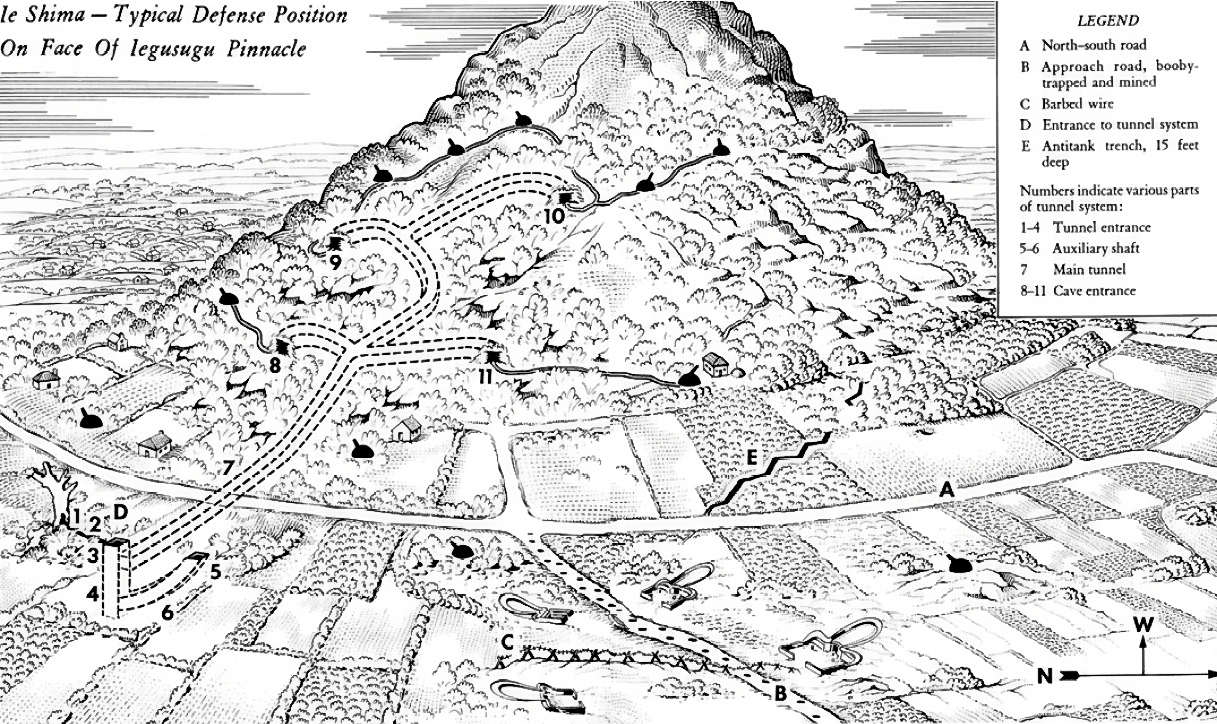
Karta över Okinawa, framställd med hjälp av underrättelsearbete, inför slaget om Okinawa.

Underrättelseverksamhet är den verksamhet som går ut på att inhämta, bearbeta och delge information och data för att ge underlag för beslut på olika nivåer. Underrättelseverksamhet förekommer som regel såväl inom ett lands försvarsmakt som inom polisen. Som underrättelseverksamhet räknas i allmänhet en forskningsprocess som sker utifrån osäkert underlag, under någon form av press eller hot, och där sekretess och skydd av den egna verksamheten vanligen ingår som en del av processen. Underrättelseverksamheten syftar till att producera ett informationsunderlag som kan användas av beslutsfattare och sättas in i ett framtidsorienterat sammanhang eller omsättas i praktisk handling.

## Underlaget och omvärlden
Det utnyttjade underlagets osäkerhet består ofta av olika slags kvalitets- eller pålitlighetsproblem (t.ex. källor tillförlitlighet). Den press och det skyddsbehov som verksamheten upplever kan komma från yttre faktorer (till exempel ett konkurrerande företag, tidspress eller en fientlig krigsmakt) eller inre faktorer (t.ex. internpolitik och kriminalitet).

## Underrättelsetjänster och säkerhetstjänster
En underrättelsetjänst är en organisation, t.ex. ett statligt organ, som har som mål att ägna sig åt underrättelseverksamhet enligt den ovanstående beskrivningen. En del underrättelseorgan, bl.a. polisiära eller militära, har därutöver till uppdrag att agera självständigt utifrån det underlag som genererats av den egna underrättelseverksamheten. Säkerhetstjänster ägnar sig i allmänhet främst åt underrättelsearbete inom en organisation eller ett land, och deras verksamhet syftar ytterst till prevention eller eliminering av hot (såväl externa som interna). Den exakta ansvarsfördelningen mellan underrättelsorgan och säkerhetstjänster skiljer sig dock som regel från land till land.

## Sverige

### Affärsunderrättelseverksamhet
Affärsunderrättelseverksamhet är sådan underrättelseverksamhet som sker för att stödja ett företags eller organisations affärsverksamhet. Den brukar enligt dagens (2016) praxis oftast delas in i internt (business intelligence) och externt inriktad underrättelseverksamhet. Omvärldsanalys, konkurrentanalys, marknadsanalys, m.fl. är exempel på det senare. Affärsunderrättelseverksamhet bedrivs ofta på flera olika nivåer inom ett företag, t.ex. av en marknadsavdelning eller en renodlad underrättelsefunktion. Det är inte ovanligt att anlita externa konsulter för att assistera i eller bedriva delar av ett företags underrättelseverksamhet.

### Den militära underrättelseverksamhetens nivåer
Militär underrättelseverksamhet kan delas in i tre nivåer:
1. Strategisk underrättelseverksamhet hanterar övergripande och långsiktiga frågor, handlingsalternativ, tillvägagångs- och förhållningssätt. Spännvidden i uppdraget brukar ofta vara stort och kan beröra flera olika ämnesområden. Exempelvis kan det omfatta militära, politiska, ekonomiska, etniska och religiösa förhållanden. Strategisk underrättelseverksamhet arbetar i ett tidsperspektiv som sträcker sig över flera år. I Sverige är det regeringen som oftast begär denna typ av underlag från MUST. Strategiska underrättelser som produceras för att stödja långsiktig planläggning svarar till exempel på vilka förmågor motståndaren bedöms ha och vilka förmågor den egna sidan bör förse sig med. Det är oftast svårare att ta fram precisa, helhetstäckande eller tillförlitliga strategiska underrätter i jämförelse med exempelvis taktiska underrättelser. I den bakomliggande analysen finns vanligtvis fler osäkerhetsfaktorer vilket i sin tur kräver mer sofistikerade analystekniker.
2. Operativ underrättelseverksamhet syftar till att kartlägga på en lägre nivå med fokusering på ett stridsområde och på information med kortare hållbarhet. I Sverige är det OPE som är ansvarig för denna nivå.
3. Taktisk underrättelseverksamhet liknar den operativa, men sker på en ännu lägre nivå och med ännu kortare giltighetstid. Inom svenska Försvarsmakten handläggs detta av de taktiska staberna (FTS, MTS, ATS).

### Underrättelseorganisationer i Sverige
- Säkerhetspolisen (Säpo) Säkerhetspolisen skyddar Sveriges demokratiska system, medborgarnas fri- och rättigheter och den nationella säkerheten.[1]
- Militära underrättelse- och säkerhetstjänsten (MUST)
- Försvarets radioanstalt (FRA)
- Kriminalunderrättelsetjänsten (KUT)

### Försvarsunderrättelsetjänst
Försvarsunderrättelsetjänst regleras av Försvarsunderättelselagen.